# Chaussée de Sotuba
La chaussée de Sotuba ou chaussée submersible de Sotuba est le premier pont de Bamako construit pendant la période coloniale.

## Description
Ce pont est praticable seulement en période de basses eaux, car la chaussée est submergée par les eaux du fleuve Niger.
Le fleuve, large d'environ 1 400 m à cet endroit, s'y écoule sur les rapides de Sotuba, un vaste seuil rocheux plat où seuls deux chenaux profonds mais larges d'à peine 20 m laissent passer le peu d'eau de la saison sèche.
Au début du XXe siècle, Bamako, alors appelée Joliba, était une petite ville d'à peine 10 000 habitants sur la rive gauche, au nord du Niger. La rive droite, peu peuplée, ne pouvait être atteinte que par les pirogues des autochtones. Pour l'administration coloniale de l'Afrique occidentale française ou du Soudan français, le problème de la liaison avec Bougouni, situé à 170 km au sud, devenait de plus en plus important.
En 1921, il fut donc décidé d'aménager une route sur le seuil rocheux et, pour les périodes où le niveau de l'eau était plus élevé, de mettre en place un bac à vapeur pouvant transporter 1 camion ou 2 voitures ou 24 personnes ou 20 ânes.
La route, achevée en 1927, mesure environ 1 600 m de long. Elle commence sur la rive nord au quartier Sotuba et se termine sur la rive sud à la centrale hydroélectrique de Sotuba. La centrale au fil de l'eau construite entre 1964 et 1966 et juste à côté du pont de l'amitié sino-malienne[Quoi ?], le troisième pont sur le Niger, inauguré en 2011.
La route passe en partie sur la roche nue, en partie elle a une chaussée stabilisée. Les deux caniveaux et les petites crevasses sont franchis par des ponts en pierre. La route est à une voie avec cinq points d'évitement. Habituellement, elle est submergée entre juillet et janvier. Lorsque l'eau monte, elle est fermée sur ordre des autorités. Au moins un jeune motocycliste, qui avait mal évalué le courant, s'est noyé dans les flots du Niger.